# 驚聲尖笑3
《驚聲尖笑3》（英語：Scary Movie 3）是一部2003年美國喜劇電影，由大衛·薩克所執導，《驚聲尖笑》系列作的第三部。全球票房高達$220,673,217美元，成為系列作裡第二廣為大眾歡迎的電影。電影主要惡搞《七夜怪談西洋篇》（The Ring）和《靈異象限》（Signs）情節，再結合其他電影時事作嘲諷。

## 劇情
女主角辛蒂大學畢業後，開始在地方電視台擔任記者，要對神秘的麥田圈進行採訪調查；但就在這個時候，她的朋友布蘭達竟然在看完一捲錄影帶後七天，離奇死亡。辛蒂歷盡風波，展開自我追尋之旅，終於讓她明白真相，並且幫助總統對抗外星人的入侵。

## 嘲諷電影
影片情節嘲諷惡搞多部相關電影如下：
- 《七夜冤靈》（The Ring）(2002)
- 《靈異象限》 （Signs）(2002)
- 《神鬼第六感》 （The Others）(2001)
- 《街頭痞子》 （8 Mile）(2002)
- 《駭客任務》 （The Matrix）(1999)
- 《駭客任務2：重裝上陣》 （The Matrix Reloaded） (2003)
- 《德州電鋸殺人狂》 （The Texas Chainsaw Massacre） (2003)
- 《绿巨人 (电影)》 （Hulk） (2003)
- 《美麗境界》 （A Beautiful Mind） (2001)
- 《嘻哈奇俠》 （Pootie Tang） (2001)
- 《魔戒》 （Lord of the Rings） (2001)

## 嘲諷電子產品
- 蘋果電腦：iPod

## 外部連結
- 互联网电影数据库（IMDb）上《驚聲尖笑3》的资料（英文）
- 爛番茄上《驚聲尖笑3》的資料（英文）
- Metacritic上《驚聲尖笑3》的資料（英文）
- Box Office Mojo上《驚聲尖笑3》的資料（英文）
- AllMovie上《驚聲尖笑3》的资料（英文）